# Caldwell County (Kentucky)
Das Caldwell County ist ein County im US-amerikanischen Bundesstaat Kentucky. Im Jahr 2020 hatte das County 12.649 Einwohner und eine Bevölkerungsdichte von 14,1 Einwohnern pro Quadratkilometer. Der Verwaltungssitz (County Seat) ist Princeton, das nach William Prince benannt wurde, einem frühen Siedler in diesem Gebiet. Das County gehört zu den Dry Countys, was bedeutet, dass der Verkauf von Alkohol eingeschränkt oder verboten ist.

## Geographie
Das County liegt im Westen von Kentucky, ist im Süden etwa 40 km von Tennessee, im Nordwesten etwa 35 km von Illinois sowie dem Ohio River entfernt und hat eine Fläche von 902 Quadratkilometern, wovon drei Quadratkilometer Wasserfläche sind. An das Caldwell County grenzen folgende Nachbarcountys:
| Crittenden County | Webster County | Hopkins County   |
|                   |                |                  |
| Lyon County       | Trigg County   | Christian County |

## Geschichte
Caldwell County wurde am 31. Januar 1809 aus Teilen des Livingston County gebildet. Benannt wurde es nach dem Senator und Vizegouverneur von Kentucky John Caldwell.

## Demografische Daten
Nach der Volkszählung im Jahr 2010 lebten im Caldwell County 12.984 Menschen in 5261 Haushalten. Die Bevölkerungsdichte betrug 14,4 Einwohner pro Quadratkilometer. In den 5261 Haushalten lebten statistisch je 2,45 Personen.
Ethnisch betrachtet setzte sich die Bevölkerung zusammen aus 92,6 Prozent Weißen, 5,5 Prozent Afroamerikanern, 0,2 Prozent amerikanischen Ureinwohnern, 0,3 Prozent Asiaten sowie aus anderen ethnischen Gruppen; 1,4 Prozent stammten von zwei oder mehr Ethnien ab. Unabhängig von der ethnischen Zugehörigkeit waren 1,2 Prozent der Bevölkerung spanischer oder lateinamerikanischer Abstammung.
22,4 Prozent der Bevölkerung waren unter 18 Jahre alt, 59,7 Prozent waren zwischen 18 und 64 und 17,9 Prozent waren 65 Jahre oder älter. 51,6 Prozent der Bevölkerung war weiblich.

Das jährliche Durchschnittseinkommen eines Haushalts lag bei 35.289 USD. Das Pro-Kopf-Einkommen betrug 19.498 USD. 18,6 Prozent der Einwohner lebten unterhalb der Armutsgrenze.

## Ortschaften im Caldwell County
Citys
- Dawson Springs1
- Fredonia
- Princeton

Unincorporated Communities
| - Bakers - Baldwin Ford - Black Hawk - Cedar Bluff - Claxton - Cobb - Creswell | - Crider - Crowtown - Dulaney - Enon - Farmersville - Flat Rock - Friendship | - Harper Ford - Hopson - Lakeshore - Lewistown - McGowan - Midway - Needmore | - Otter Pond - Pumpkin Center - Quinn - Rufus - Ruth - Scottsburg - Smith Ford | - The Bluff - Tom Gray Ford - Utley Ford - Walche Cut - White Sulphur |

1 – teilweise im Hopkins County

## Gliederung
Das Caldwell County ist in zwei Census County Divisions (CCD) eingeteilt:
| CCD           | Einwohner 2010 | Einwohner 2020 | FIPS     |
| ------------- | -------------- | -------------- | -------- |
| Fredonia CCD  | 2075           | 1944           | 21-91336 |
| Princeton CCD | 10.909         | 10.705         | 21-92848 |